# Catocala ouwah
Catocala ouwah là một loài bướm đêm trong họ Erebidae.